# Anjouanais

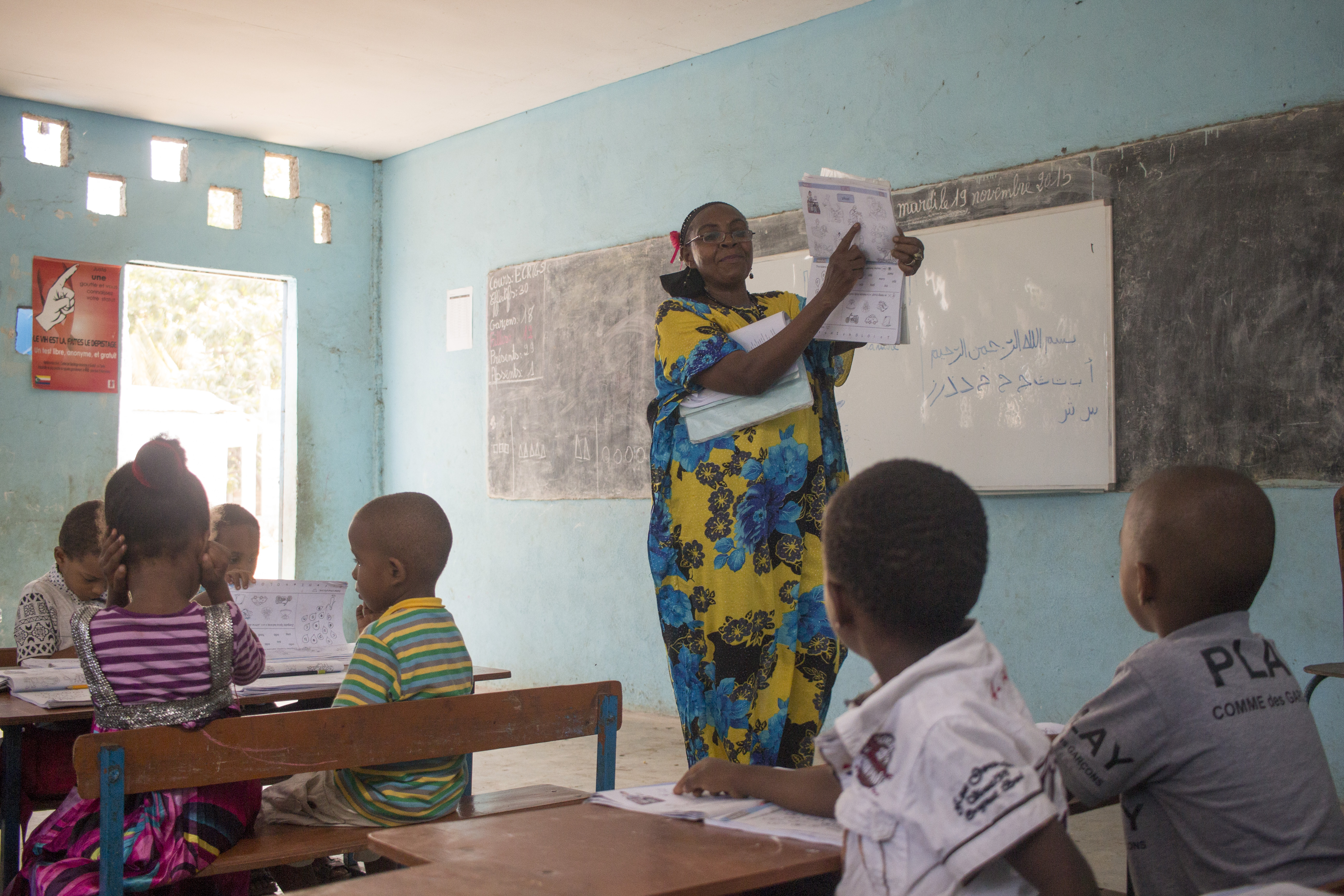
Institutrice enseignant le shindzuani dans une école d'Anjouan.

L'anjouanais (ou shindzuani dans la langue) est le dialecte de la langue comorienne parlé à Anjouan.